# 清水サービスエリア
清水サービスエリア（せいすいサービスエリア、繁体字中国語: 清水服務區）は、フォルモサ高速公路のサービスエリア。中華民国（台湾）の台中市清水区呉厝二街89号にあり、起点となる基金インターチェンジから172km地点に位置する3番目のサービスエリアである。
開業前の2002年より南仁湖企業が運営を担当していた。2008年9月より、新東陽の新東陽国道服務区が運営を担当した。2024年3月1日より統一企業が運営権を取得し、運営権の変更後、同年11月に試験運用を行い、12月に正式運用を開始する予定です。

## 基本資料
- 公衆トイレ（24時間開放，トイレットペーパーおよび石鹸は無料）
  - 男性   小156、大40(和式30、洋式10）
  - 女性  大132（和式98、洋式34）

## 構造
上下線共用型サービスエリアであり、面積は138,380km2。
駐車場は小型車645両（臨時駐車場254両）、大型車32両、連節バス33両、大型貨物車71両に加え、身体障害者用駐車スペース13両分を確保している。
受付、観光案内、レストラン、売店、ATM、公衆便所等を備えている。
サービスエリア内には風力発電、太陽光発電、展望台、サメを飼育する水槽等の施設も設けられている。
2020年1月より、3階の一角が日本の高速道路会社である中日本高速道路のグループ企業で、サービスエリアやパーキングエリアの管理・運営をする中日本エクシスの運営となった。